# Os Bolos
Os Bolos es una entidad de población española del municipio de La Estrada, perteneciente a la provincia de Pontevedra, en la comunidad autónoma de Galicia.

## Toponimia
El nombre del lugar puede encontrarse mencionado con las variantes Bolos y Os Bolos.

## Historia
A mediados del siglo XIX, el lugar, ya por entonces perteneciente a la parroquia de Lagartones y al municipio de La Estrada, tenía contabilizada una población de 49 habitantes. Aparece descrito en el cuarto volumen del Diccionario geográfico-estadístico-histórico de España y sus posesiones de Ultramar de Pascual Madoz de la siguiente manera: 

BOLOS: l. en la prov. de Pontevedra, ayunt. de la Estrada y felig. de San Esteban Protomártir de Lagartones (V.) pobl. 9 vec, 49 almas.
(Madoz, 1846, p. 382)

En 2023 la entidad singular de población de Os Bolos tenía empadronados 150 habitantes y el núcleo de población 117 habitantes.